# 청년일본가
《청년일본가》(일본어: 青年日本の歌 세이넨니혼노우타[*])는 1930년대에 만들어진 노래다. 작사작곡가는 5·15 사건 가담자였던 해군 중위 미카미 타쿠. 일명 쇼와유신가(일본어: 昭和維新の歌 쇼와이신노우타[*])라고도 한다. 가사의 내용은 원로·권신·재벌을 숙청하는 국가개조를 주정하고 있다. 그 국가개조 작업의 주체로 군인을 호출하는 점에서 짙은 군국주의 색채를 띠고 있지만, 동시에 당대 일본 사회의 극심한 모순과 빈부격차 상황을 반영하고 있다. 매우 인기있는 곡이었으나 1936년 금지곡이 되었다. 가사가 쇼와 천황의 불만을 초래한 것이 원인이라고 한다. 가사 중 많은 부분이 도이 반스이·오카와 슈메이의 글의 인용이다.

## 가사
| 일본어 가사                                                                     | 일본어 발음                                                                                                   | 한국어 번역 |
| ------------------------------------------------------------------------------- | --- | --- |
| 汨羅の淵に波騒ぎ 巫山の雲は亂れ飛ぶ 混濁の世に我れ立てば 義憤に燃えて血潮湧く   | 페키라노 후치니 나미사와기 후잔노 쿠모와 미다레 토부 콘다쿠노 요니 와레 타테바 기훈니 모에테 치시오와쿠       | 멱라의 못에 물결 떠들어대고 무산의 구름은 어지러이 나는데 혼탁한 세상에 나 일어나 의분으로 끓는 피 넘쳐흐른다      |
| 権門上に傲れども 国を憂ふる誠なし 財閥富を誇れども 社稷を思ふ心なし             | 켄몬 카미니 오고레도모 쿠니오 우레후루 마코토나시 자이바츠 토미오 호코레도모 샤쇼쿠오 오모후 코코로나시       | 권문은 지위 높음을 으스댈 뿐 나라를 우려하는 정성이 없고 재벌은 부유함을 자랑할 뿐 사직을 생각하는 마음이 없다     |
| あゝ人栄えて国亡ぶ 盲たる民世に踊る 治亂興亡夢に似て 世は一局の碁なりけり       | 아아 히토사카에테 쿠니호로부 메시이타루 타미 요니 오도루 치란코우보우 유메니니테 요와 잇쿄쿠노 고나리케리     | 아아 사람은 영한데 나라는 망하고 눈 먼 백성들은 세상 날뛰니 치란흥망이 꿈과도 같아 세상이 한 국의 바둑이로다       |
| 昭和維新の春の空 正義に結ぶ丈夫が 胸裡百万兵足りて 散るや万朶の桜花             | 쇼와이신노 하루노 소라 세이키니 무스부 마스라오가 쿄우리 햐쿠만 헤이타리테 치루야 반다노 사쿠라바나           | 쇼와 유신의 봄하늘 아래 정의에 맹세한 장부는 흉리에 백만의 병족이 되어 지는 것은 만발한 벚꽃이라네                 |
| 古びし死骸乗り越えて 雲漂揺の身は一つ 国を憂ひて立つ時に 丈夫の歌なからめや     | 후루비시 무쿠로 노리코에테 쿠모 효우요우노 미와 히토츠 쿠니오 우레히테 타츠 토키니 마스라오노 우타 나카라메야 | 오래된 시체를 넘고 넘어 구름처럼 표요하는 이 한몸은 나라를 우려하여 일어날 때에 장부의 노래를 부르는 것인가        |
| 天の怒りか地の声か そもただならぬ響きあり 民永劫の眠りより 醒めよ日本の朝ぼらけ | 텐노 이카리카 치노 코에카 소모타다 나리누 히비키아리 타미 에이고우노 네무리요리 사메요 니혼노 아사보라케      | 하늘의 노함인가 땅의 소리인가 예사롭지 못한 소리 울려 퍼지네 백성이여 영겁의 눈 멈에서 깨어라 일본의 아침이 밝았다 |
| 見よ九天の雲は垂れ 四海の浪は雄叫びて 革新の機到りぬと 吹くや日本の夕嵐         | 미요 큐우텐노 쿠모와 타레 시카이노 나미와 오타케비테 카쿠신노 토키이타리누토 후쿠야 니혼노 유우아라시         | 보아라 구천의 구름 깔리고 사해의 풍랑이 부르짖는다 혁신의 기회가 오지 않으면 불어오리 일본에 저녁폭풍이            |
| あゝうらぶれし天地の 迷ひの道を人はゆく 栄華を誇る塵の世に 誰が高楼の眺めぞや   | 아아 우라부레시 아메츠치노 마요우히노 미치오 히토와 유쿠 에이가오 호루 치리노 요니 타가 코우로우노 나가메조야 | 아아 이 비참비통한 천지의 길을 헤메이는 사람 다니고 영화를 자랑하는 티끌 세상에 누군가 고루에서 내려다 보는 이     |
| 功名何ぞ夢の跡 消えざるものはただ誠 人生意気に感じては 成否を誰か論ふ           | 코우묘우 나니조 유메노 아토 키에자루 모노와 타다 마코토 진세이 이키니 칸지테와 세이히오 타레카 아게츠라후     | 공명 따위는 꿈의 발자취 사라지지 않음은 오직 정성 뿐 인생 의기에 감동한다면 성패를 그 누가 논하겠는가              |
| やめよ離騒の一悲曲 悲歌慷慨の日は去りぬ われらが剣今こそは 廓清の血に躍るかな   | 야메요 리소우노 이치히쿄쿠 히카 코우가이노 히와 사리누 와레라가 츠루기 이마코소와 카쿠세이노 치니 오도루카나  | 그만 두어라 이소의 비곡 비가강개의 날은 지나갔도다 우리들의 검은 지금이야말로 확청의 피로 약동하리라               |